# Дискографија Џенет Џексон
Дискографија Џенет Џексон, америчке R&B и поп пјевачице, састоји се од 11 студијских албума, четири компилацијска албума, осам видео албума, 49 музичких видеа, два концертна видеа и 78 синглова. Налази се у топ 20 најпродаванијих женских извођача у САД; десет њених синглова нашло се на првом мјесту на Билборд хот 100 листи, 14 синглова на првом мјесту R&B/хип хоп листе и 16 на првом мјесту хот денс/клуб листе. Такође, има 28 синглова у топ 10 на Билборд хот 100 листи, 29 синглова који су били у топ 10 на хот R&B/хип хоп листи и 29 топ 10 синглова на денс/клуб листи. Она је први и једини извођач икада чијих су се седам синглова са једног албума нашли у топ пет на Билборд хот 100 листи, са четвртог студијског албума, под називом Janet Jackson's Rhythm Nation 1814.

## Позадина
Џенет Џексон, америчка је пјевачица која је први албум снимила 1982. године, а од тада их је снимила укупно 11, уз четири компилацијска и осам видео албума, а продала је преко 100 милиона примјерака плоча широм свијета, по чему је на 19 мјесту на листи најпродаванијих женских извођача у Сједињеним Државама. Има 26 милиона сертификованих примјерака албума у Сједињеним Државама, према подацима Америчког удружења дискографских кућа (RIAA), што је чини једном од најпродаванијих извођача у Сједињеним Државама. Њених 40 синглова нашло се на првом мјесту на топ листама. На дан 9. јануара 2010. године, сингл Make Me нашао се на првом мјесту на Билборд денс листи, чиме је постао њен 19 сингл на првом мјесту те листе, по чему је на другом мјесту најуспјешнијих на листи; такође, постала је први извођач који је имао сингл на првом мјесту листе у четири деценије заредом.
Албуми Rhythm Nation 1814 и The Velvet Rope, укључени су на листу 500 највећих албума свих времена у избору часописа Rolling Stone. Освојила је пет Гремија и њених девет албума заредом нашло се у топ десет на Билборд 200 листи.
Објавила је 49 музичких видеа, осам видео албума и два концертна видеа. Прије објављивања трећег студијског албума под називом Control, постала је доминантна фигура у свијету забаве, смјестивши себе међу осниваче видео ере. Њена свеукупна видеографија сврстава се међу најутицајнијима у популарној култури, од стране критичара, који су похвалили њена сложена мјеста снимања, запетљану плесну рутину, моду и прецизне детаље. Њене приче у видеима обухватају разне концепте, од дугих продукцијских комада до тема друштвене свијести и контроверзног описа интимности. Кроз свој рад, имала је предоминантан утицај у успостављању умјетности извођења и кореографије у музичким видеима. Њени спотови су описани као највећи стандард у индустрији забаве, док је часопис Rolling Stone истакао да је она створила обрасце за многе извођаче. VH1 је сврстао међу највеће жене у музичким видеима, док је MTV почаствовао са видео авангардном наградом и наградом MTV икона, која је признање за њен утицај у свијету забаве.
Са својим музичким видеима освојила је бројна признања, као што су Греми за најдужи и кратки музички видео; награда инспирације од  MTV→ Јапана и Билбордова награда за умјетничко постигнуће. Њени почетни видеи, као што су за пјесме Nasty, The Pleasure Principle и Alright, постали су иконски због своје јаке кореографије и локалитета. Спот за пјесму Rhythm Nation има једну од најутицајнијих кореографија и декорација у музичким видеима, по мишљењу музичких критичара, који су му дали статус легендарног. Спот за пјесму Love Will Never Do (Without You), открио је њену физичку еволуцију, док је спот за пјесму If показао њену познату плесну рутину, међурасну пожуду и технологију будућности. Други битни видеи укључуу духовне теме, као што су у пјесми Together Again и водени сценарио у пјесми . Музички видеи за ппјесмеAll for You и Feedback, такође су имали утицај на велики број извођача. Њени музички видеи сврстани су међу најскупље свих времена, а укључују Doesn't Really Matter и Scream, најскупље у историји.

## Албуми

### Студијски албуми
| Назив                                                                        | Детаљи | Најбоља позиција на листама | Најбоља позиција на листама | Најбоља позиција на листама | Најбоља позиција на листама | Најбоља позиција на листама | Најбоља позиција на листама | Најбоља позиција на листама | Најбоља позиција на листама | Најбоља позиција на листама | Најбоља позиција на листама | Продаја                                  | Серти фикације |
| Назив                                                                        | Детаљи | САД                         | АУС                         | КАН                         | фра                         | ЊЕМ                         | ЈПН                         | ХОЛ                         | НЗ                          | ШВА                         | УК                          | Продаја                                  | Серти фикације |
| ---------------------------------------------------------------------------- | --- | --------------------------- | --------------------------- | --------------------------- | --------------------------- | --------------------------- | --------------------------- | --------------------------- | --------------------------- | --------------------------- | --------------------------- | ---------------------------------------- | --- |
| Janet Jackson                                                                | - Датум објављивања: 21. септембар 1982. - Издавачка кућа: - Формати: ЦД, касета ЛП                       | 63                          | —                           | —                           | —                           | —                           | —                           | —                           | 44                          | —                           | —                           | - У свијету: 400.000 - САД: 250.000      | |
| Dream Street                                                                 | - Датум објављивања: 23. октобар 1984. - Издавачка кућа: - Формати: ЦД, касета ЛП                         | 147                         | —                           | —                           | —                           | —                           | —                           | —                           | —                           | —                           | —                           | - САД: 250.000                           | |
| Control                                                                      | - Датум објављивања: 4. фебруар 1986. - Издавачка кућа: - Формати: ЦД, касета ЛП                          | 1                           | 25                          | 11                          | —                           | 36                          | 57                          | 7                           | 5                           | 28                          | 8                           | - У свијету: 10.000 000 - САД: 6.379 000 | - RIAA: 5× Platinum - BPI: Платинум - MC: Платинум - RMNZ: Златни                                                                                                  |
| Janet Jackson's Rhythm Nation 1814                                           | - Датум објављивања: 19. септембар 1989. - Издавачка кућа: - Формати: ЦД, касета ЛП                       | 1                           | 1                           | 5                           | —                           | 39                          | 8                           | 28                          | 9                           | 23                          | 4                           | - У свијету: 12.000 000 - САД: 8.477 000 | - RIAA: 6× Платинум - ARIA: 2× Платинум - BPI: Платинум - IFPI SWI: Златни - MC: Платинум - RMNZ: Златни                                                           |
| janet.                                                                       | - Датум објављивања: 18. мај 1993. - Издавачка кућа: - Формати: ЦД, касета ЛП                             | 1                           | 1                           | 1                           | 16                          | 5                           | 5                           | 4                           | 1                           | 10                          | 1                           | - У свијету: 14.000 000 - САД: 7.964 000 | - RIAA: 6× Платинум - ARIA: 2× Платинум - BPI: 2× Платинум - BVMI: Златни - IFPI SWI: Златни - MC: 3× Платинум - SNEP: 2× Златни - RIAJ: Платинум - RMNZ: Платинум |
| The Velvet Rope                                                              | - Датум објављивања: 7. октобар 1997. - Издавачка кућа: - Формати: ЦД, касета ЛП                          | 1                           | 4                           | 2                           | 5                           | 5                           | 10                          | 3                           | 8                           | 5                           | 6                           | - САД: 3.650 000                         | - RIAA: 3× Платинум - ARIA: 2× Платинум - BPI: Платинум - BVMI: Златни - IFPI SWI: Платинум - MC: 3× Платинум - SNEP: Платинум - RIAJ: Платинум - RMNZ: Платинум   |
| All for You                                                                  | - Датум објављивања: 24. април 2001 - Издавачка кућа: - Формати: ЦД, касета ЛП                            | 1                           | 3                           | 1                           | 2                           | 3                           | 4                           | 4                           | 6                           | 2                           | 2                           | - САД: 3.207 000                         | - RIAA: 2× Платинум - ARIA: Златни - BPI: Златни - BVMI: Златни - IFPI SWI: Златни - MC: 3× Платинум - SNEP: Златни - RIAJ: 3× Платинум - RMNZ: Златни             |
| Damita Jo                                                                    | - Датум објављивања: 30. март 2004. - Издавачка кућа: - Формати: ЦД, касета ЛП                            | 2                           | 18                          | 7                           | 35                          | 21                          | 10                          | 23                          | 50                          | 34                          | 32                          | - У свијету: 3.000 000 - САД: 1.002 000  | - RIAA: Платинум - BPI: Сребрни - MC: Платинум - RIAJ: Златни |
| 20 Y.O.                                                                      | - Датум објављивања: 26. септембар 2006. - Издавачка кућа: - Формати: ЦД, касета ЛП, дигитално преузимање | 2                           | 55                          | 4                           | 32                          | 46                          | 7                           | 34                          | —                           | 35                          | 63                          | - У свијету: 1.200 000 - САД: 679.000    | - RIAA: Платинум - RIAJ: Златни |
| Discipline                                                                   | - Датум објављивања: 25. фебруар 2008. - Издавачка кућа: - Формати: ЦД, ЛП, дигитално преузимање          | 1                           | 16                          | 3                           | 43                          | 38                          | 9                           | 28                          | 35                          | 9                           | 63                          | - САД: 456.000                           | - RIAJ: Златни |
| Unbreakable                                                                  | - Датум објављивања: 2. октобар 2015. - Издавачка кућа: - Формати: ЦД, ЛП, дигитално преузимање           | 1                           | 11                          | 1                           | 28                          | 34                          | 18                          | 12                          | —                           | 28                          | 11                          | - САД: 253.000 - ФРА: 5.000              | |
| "—" означава да албум није објављен у тој држави или се није нашао на листи. | |                             |                             |                             |                             |                             |                             |                             |                             |                             |                             |                                          | |

### Ремикс албуми
| Control: The Remixes                                                         | - Датум објављивања: 26. јануар 1987. - Издавачка кућа: - Формати: ЦД, касета ЛП | —  | —  | —  | —  | —  | 20 | - BPI: Златни |
| Janet.Remixed                                                                | - Датум објављивања: 13. март 1995. - Издавачка кућа: - Формати: ЦД, касета ЛП   | 64 | 26 | 61 | 29 | 21 | 15 |               |
| "—" означава да албум није објављен у тој држави или се није нашао на листи. |                                                                                  |    |    |    |    |    |    |               |

### Компилацијски албуми
| Назив                                                                        | Детаљи о албуму                                                                               | Најбоља позиција на листама | Најбоља позиција на листама | Најбоља позиција на листама | Најбоља позиција на листама | Најбоља позиција на листама | Најбоља позиција на листама | Најбоља позиција на листама | Најбоља позиција на листама | Најбоља позиција на листама | Најбоља позиција на листама | Продаја          | Сертификације |
| Назив                                                                        | Детаљи о албуму                                                                               | САД                         | АУС                         | КАН                         | ФРА                         | ЊЕМ                         | ЈПН                         | ХОЛ                         | НЗ                          | ШВА                         | УК                          | Продаја          | Сертификације |
| ---------------------------------------------------------------------------- | --------------------------------------------------------------------------------------------- | --------------------------- | --------------------------- | --------------------------- | --------------------------- | --------------------------- | --------------------------- | --------------------------- | --------------------------- | --------------------------- | --------------------------- | ---------------- | --- |
| Design of a Decade: 1986–1996                                                | - Датум објављивања: 10. октобар 1995. - Издавачка кућа: - Формати: ЦД, касета ЛП             | 3                           | 2                           | 5                           | 2                           | 10                          | 4                           | 8                           | 1                           | 6                           | 2                           | - САД: 3.902 000 | - RIAA: 2× Платинум - ARIA: 4× Платинум - BPI: 2× Платинум - BVMI: Златни - IFPI SWI: Златни - MC: Платинум - RIAJ: Платинум - RMNZ: Платинум |
| Number Ones / The Best                                                       | - Датум објављивања: 17. новембар 2009. - Издавачка кућа: - Формати: ЦД, дигитално преузимање | 22                          | —                           | —                           | —                           | —                           | 20                          | —                           | —                           | —                           | 28                          | - САД: 273.000   | - BPI: Златни |
| Icon: Number Ones                                                            | - Датум објављивања: 31. август 2010. - Издавачка кућа: - Формати: ЦД, дигитално преузимање   | —                           | —                           | —                           | —                           | —                           | —                           | —                           | —                           | —                           | —                           |                  | |
| Japanese Singles Collection -Greatest Hits-                                  | - Датум објављивања: 24. август 2022. - Издавачка кућа: - Формати: ЦД+ДВД                     | —                           | —                           | —                           | —                           | —                           | 25                          | —                           | —                           | —                           | —                           | - JPN: 1,919     | |
| "—" означава да албум није објављен у тој држави или се није нашао на листи. |                                                                                               |                             |                             |                             |                             |                             |                             |                             |                             |                             |                             |                  | |

## Синглови

### 1980-е
| Назив                                                                        | Година | Најбоља позиција на листама | Најбоља позиција на листама | Најбоља позиција на листама | Најбоља позиција на листама | Најбоља позиција на листама | Најбоља позиција на листама | Најбоља позиција на листама | Најбоља позиција на листама | Најбоља позиција на листама | Најбоља позиција на листама | Сертификације                              | Албум                              |  |
| Назив                                                                        | Година | САД                         | САД R&B                     | АУС                         | КАН                         | ЊЕМ                         | ИРС                         | ХОЛ                         | НЗ                          | ШВА                         | УК                          | Сертификације                              | Албум                              |  |
| ---------------------------------------------------------------------------- | ------ | --------------------------- | --------------------------- | --------------------------- | --------------------------- | --------------------------- | --------------------------- | --------------------------- | --------------------------- | --------------------------- | --------------------------- | ------------------------------------------ | ---------------------------------- |  |
| "Young Love"                                                                 | 1982.  | 64                          | 6                           | —                           | —                           | —                           | —                           | —                           | 16                          | —                           | —                           |                                            | Janet Jackson                      |  |
| "Come Give Your Love to Me"                                                  | 1983.  | 58                          | 17                          | —                           | —                           | —                           | —                           | —                           | —                           | —                           | —                           |                                            | Janet Jackson                      |  |
| "Say You Do"                                                                 | 1983.  | —                           | 15                          | —                           | —                           | —                           | —                           | —                           | —                           | —                           | —                           |                                            | Janet Jackson                      |  |
| "Love and My Best Friend"                                                    | 1983.  | —                           | —                           | —                           | —                           | —                           | —                           | —                           | —                           | —                           | —                           |                                            | Janet Jackson                      |  |
| "Don't Mess Up This Good Thing"                                              | 1983.  | —                           | —                           | —                           | —                           | —                           | —                           | —                           | —                           | —                           | —                           |                                            | Janet Jackson                      |  |
| "Don't Stand Another Chance"                                                 | 1984.  | 101                         | 9                           | —                           | —                           | —                           | —                           | —                           | —                           | —                           | —                           |                                            | Dream Street                       |  |
| "Two to the Power of Love" (са Клифом Ричардом)                              | 1984.  | —                           | —                           | —                           | —                           | —                           | —                           | —                           | —                           | —                           | 83                          |                                            | Dream Street                       |  |
| "Fast Girls"                                                                 | 1984.  | —                           | 40                          | —                           | —                           | —                           | —                           | —                           | —                           | —                           | —                           |                                            | Dream Street                       |  |
| "Dream Street"                                                               | 1984.  | —                           | —                           | —                           | —                           | —                           | —                           | —                           | —                           | —                           | —                           |                                            | Dream Street                       |  |
| "Start Anew"                                                                 | 1985.  | —                           | —                           | —                           | —                           | —                           | —                           | —                           | —                           | —                           | —                           |                                            | Control (Јапанско издање)          |  |
| "What Have You Done for Me Lately"                                           | 1986.  | 4                           | 1                           | 6                           | 6                           | 8                           | 10                          | 3                           | 27                          | 9                           | 3                           | - RIAA: Златни - BPI: Сребрни - MC: Златни | Control                            |  |
| "Nasty"                                                                      | 1986.  | 3                           | 1                           | 17                          | 8                           | 9                           | 20                          | 5                           | 8                           | 8                           | 19                          | - RIAA: Златни - MC: Златни                | Control                            |  |
| "When I Think of You"                                                        | 1986.  | 1                           | 3                           | 53                          | 6                           | 36                          | 10                          | 2                           | 23                          | —                           | 10                          | - RIAA: Златни                             | Control                            |  |
| "Control"                                                                    | 1986.  | 5                           | 1                           | 82                          | 18                          | —                           | —                           | 9                           | 16                          | —                           | 42                          | - RIAA: Златни                             | Control                            |  |
| "Let's Wait Awhile"                                                          | 1987.  | 2                           | 1                           | 21                          | 11                          | 34                          | 4                           | 14                          | 26                          | 27                          | 3                           | - BPI Сребрни                              | Control                            |  |
| "The Pleasure Principle"                                                     | 1987.  | 14                          | 1                           | 50                          | 35                          | —                           | 23                          | 25                          | 37                          | —                           | 24                          |                                            | Control                            |  |
| "Funny How Time Flies (When You're Having Fun)"                              | 1987.  | —                           | —                           | —                           | —                           | —                           | 24                          | —                           | —                           | —                           | 59                          |                                            | Control                            |  |
| "Miss You Much"                                                              | 1989.  | 1                           | 1                           | 12                          | 2                           | 16                          | 22                          | 15                          | 2                           | 20                          | 22                          | - RIAA: Платинум - MC: Златни              | Janet Jackson's Rhythm Nation 1814 |  |
| "Rhythm Nation"                                                              | 1989.  | 2                           | 1                           | 56                          | 6                           | 83                          | 19                          | 9                           | 17                          | 22                          | 23                          | - RIAA: Златни                             | Janet Jackson's Rhythm Nation 1814 |  |
| "—" означава да сингл није објављен у тој држави или се није нашао на листи. |        |                             |                             |                             |                             |                             |                             |                             |                             |                             |                             |                                            |                                    |  |

### 1990-е
| Назив                                                                        | Година | Најбоља позиција на листама | Најбоља позиција на листама | Најбоља позиција на листама | Најбоља позиција на листама | Најбоља позиција на листама | Најбоља позиција на листама | Најбоља позиција на листама | Најбоља позиција на листама | Најбоља позиција на листама | Најбоља позиција на листама | Сертификације | Албум                              |
| Назив                                                                        | Година | САД                         | АУС                         | КАН                         | ФРА                         | ЊЕМ                         | ИРС                         | ХОЛ                         | НЗ                          | ШВА                         | УК                          | Сертификације | Албум                              |
| ---------------------------------------------------------------------------- | ------ | --------------------------- | --------------------------- | --------------------------- | --------------------------- | --------------------------- | --------------------------- | --------------------------- | --------------------------- | --------------------------- | --------------------------- | --- | ---------------------------------- |
| "Escapade"                                                                   | 1990.  | 1                           | 25                          | 1                           | 23                          | 17                          | 13                          | 17                          | 15                          | —                           | 17                          | - RIAA: Златни | Janet Jackson's Rhythm Nation 1814 |
| "Alright" / "Alright (Remix)" (са Heavy D)                                   | 1990.  | 4                           | 100                         | 6                           | —                           | 43                          | 14                          | 35                          | 28                          | —                           | 20                          | - RIAA: Златни | Janet Jackson's Rhythm Nation 1814 |
| "Come Back to Me"                                                            | 1990.  | 2                           | 79                          | 3                           | —                           | —                           | 21                          | —                           | —                           | —                           | 20                          | | Janet Jackson's Rhythm Nation 1814 |
| "Black Cat"                                                                  | 1990.  | 1                           | 6                           | 4                           | —                           | 34                          | 11                          | 18                          | 25                          | 10                          | 15                          | - RIAA: Златни - ARIA: Златни                                                                                       | Janet Jackson's Rhythm Nation 1814 |
| "Love Will Never Do (Without You)"                                           | 1990.  | 1                           | 14                          | 1                           | —                           | —                           | 22                          | 32                          | 27                          | —                           | 34                          | - RIAA: Златни | Janet Jackson's Rhythm Nation 1814 |
| "State of the World"                                                         | 1991.  | —                           | 94                          | —                           | —                           | —                           | —                           | —                           | —                           | —                           | —                           | | Janet Jackson's Rhythm Nation 1814 |
| "That's the Way Love Goes"                                                   | 1993.  | 1                           | 1                           | 1                           | 15                          | 9                           | 8                           | 7                           | 1                           | 11                          | 2                           | - RIAA: Платинум - ARIA: Платинум - RMNZ: Златни - BPI: Сребрни                                                     | janet.                             |
| "If"                                                                         | 1993.  | 4                           | 18                          | 3                           | —                           | 25                          | —                           | 10                          | 8                           | 27                          | 14                          | - RIAA: Златни | janet.                             |
| "Again"                                                                      | 1993.  | 1                           | 19                          | 2                           | —                           | 29                          | 12                          | 20                          | 13                          | 20                          | 6                           | - RIAA: Платинум | janet.                             |
| "Because of Love"                                                            | 1994.  | 10                          | 25                          | 10                          | —                           | 72                          | —                           | 39                          | 23                          | —                           | 19                          | | janet.                             |
| "Any Time, Any Place"                                                        | 1994.  | 2                           | 37                          | 6                           | —                           | —                           | —                           | —                           | 20                          | —                           | 13                          | - RIAA: Златни | janet.                             |
| "You Want This" (са MC Lyte)                                                 | 1994.  | 8                           | 16                          | 15                          | —                           | 90                          | —                           | 37                          | 11                          | —                           | 14                          | - RIAA: Златни | janet.                             |
| "Whoops Now"                                                                 | 1995.  | —                           | 49                          | —                           | 5                           | 11                          | 16                          | 38                          | 1                           | 15                          | 9                           | - SNEP: Сребрни | janet.                             |
| "What'll I Do"                                                               | 1995.  | —                           | 14                          | —                           | 5                           | 11                          | 16                          | 38                          | 1                           | 15                          | 9                           | | janet.                             |
| "Runaway"                                                                    | 1995.  | 3                           | 8                           | 1                           | 25                          | 39                          | 10                          | 28                          | 3                           | 24                          | 6                           | - RIAA: Златни - ARIA: Златни - RMNZ: Златни                                                                        | Design of a Decade 1986/1996       |
| "Twenty Foreplay"                                                            | 1995.  | —                           | 29                          | 27                          | —                           | 74                          | —                           | 41                          | 38                          | —                           | 22                          | | Design of a Decade 1986/1996       |
| "Got 'til It's Gone" (са Q-Tip и Џонијем Мичелом)                            | 1997.  | —                           | 10                          | 19                          | 11                          | 17                          | 16                          | 9                           | 4                           | 11                          | 6                           | - ARIA: Златни - BPI: Сребрни - RMNZ: Златни - SNEP: Сребрни                                                        | The Velvet Rope                    |
| "Together Again"                                                             | 1997.  | 1                           | 4                           | 2                           | 2                           | 2                           | 4                           | 1                           | 5                           | 2                           | 4                           | - RIAA: Златни - ARIA: Платинум - BPI: Платинум - BVMI: Платинум - IFPI SWI: Златни - SNEP: Платинум - RMNZ: Златни | The Velvet Rope                    |
| "I Get Lonely" / "I Get Lonely (Remix)" (са Блекстритом)                     | 1998.  | 3                           | 21                          | 20                          | 72                          | 75                          | —                           | 20                          | 6                           | 41                          | 5                           | - RIAA: Златни | The Velvet Rope                    |
| "Go Deep"                                                                    | 1998.  | —                           | 39                          | 9                           | 22                          | 72                          | —                           | 54                          | 13                          | —                           | 13                          | | The Velvet Rope                    |
| "Every Time"                                                                 | 1998.  | —                           | 52                          | —                           | 95                          | 67                          | —                           | 38                          | 34                          | —                           | 46                          | | The Velvet Rope                    |
| "—" означава да сингл није објављен у тој држави или се није нашао на листи. |        |                             |                             |                             |                             |                             |                             |                             |                             |                             |                             | |                                    |

### 2000-е
| Назив | Година | Најбоља позиција на листама | Најбоља позиција на листама | Најбоља позиција на листама | Најбоља позиција на листама | Најбоља позиција на листама | Најбоља позиција на листама | Најбоља позиција на листама | Најбоља позиција на листама | Најбоља позиција на листама | Најбоља позиција на листама | Сертификације                                                  |                                                |
| Назив | Година | САД                         | АУС                         | КАН                         | ФРА                         | ЊЕМ                         | ИРС                         | ХОЛ                         | НЗ                          | ШВА                         | УК                          | Сертификације                                                  |                                                |
| --- | ------ | --------------------------- | --------------------------- | --------------------------- | --------------------------- | --------------------------- | --------------------------- | --------------------------- | --------------------------- | --------------------------- | --------------------------- | -------------------------------------------------------------- | ---------------------------------------------- |
| "Doesn't Really Matter" | 2000.  | 1                           | 28                          | 3                           | 40                          | 23                          | 21                          | 15                          | 27                          | 17                          | 5                           | - RIAA: Златни - BPI: Сребрни                                  | Nutty Professor II: The Klumps and All for You |
| "All for You" | 2001.  | 1                           | 5                           | 1                           | 3                           | 16                          | 15                          | 15                          | 2                           | 7                           | 3                           | - ARIA: Платинум - BPI: Сребрни - SNEP: Сребрни - RMNZ: Златни | All for You                                    |
| "Someone to Call My Lover" / "Someone to Call My Lover (Remix)" (са Џермејном Дупријем) | 2001.  | 3                           | 15                          | 9                           | 58                          | 65                          | 23                          | 46                          | 18                          | 42                          | 11                          |                                                                | All for You                                    |
| "Son of a Gun (I Betcha Think This Song Is About You)" (са Карли Симон и Миси Елиот) / "Son of a Gun (I Betcha Think This Song Is About You) (Remix)" (са Карли Симон, Миси Елиот и Паф Дидијем) | 2001.  | 28                          | 20                          | —                           | —                           | 69                          | 21                          | 34                          | 49                          | 56                          | 13                          |                                                                | All for You                                    |
| "Just a Little While" ^* | 2004.  | 45                          | 20                          | 3                           | 72                          | 54                          | —                           | 43                          | —                           | 37                          | 15                          |                                                                | Damita Jo                                      |
| "I Want You" | 2004.  | 57                          | —                           | —                           | —                           | —                           | —                           | —                           | —                           | —                           | 19                          | - RIAA: Платинум                                               | Damita Jo                                      |
| "All Nite (Don't Stop)" | 2004.  | —                           | 24                          | —                           | —                           | 48                          | 26                          | 35                          | 39                          | 76                          | 19                          |                                                                | Damita Jo                                      |
| "Call on Me" (са Нелијем) | 2006.  | 25                          | —                           | —                           | 41                          | 45                          | 20                          | —                           | 11                          | 43                          | 18                          |                                                                | 20 Y.O.                                        |
| "So Excited" (са Кијом) | 2006.  | 90                          | —                           | —                           | —                           | —                           | —                           | —                           | —                           | —                           | —                           |                                                                | 20 Y.O.                                        |
| "Feedback" | 2008.  | 19                          | 50                          | 3                           | 36                          | 40                          | —                           | 59                          | 17                          | 51                          | 114                         |                                                                | Discipline                                     |
| "Rock with U" | 2008.  | —                           | —                           | —                           | —                           | —                           | —                           | —                           | —                           | —                           | —                           |                                                                | Discipline                                     |
| "Make Me" | 2009   | —                           | —                           | —                           | —                           | —                           | —                           | —                           | —                           | —                           | 73                          |                                                                | Number Ones                                    |
| "—" означава да сингл није објављен у тој држави или се није нашао на листи. |        |                             |                             |                             |                             |                             |                             |                             |                             |                             |                             |                                                                |                                                |

### 2010-е
| Назив                                                                        | Година | Најбоља позиција на листама | Најбоља позиција на листама | Најбоља позиција на листама | Најбоља позиција на листама | Најбоља позиција на листама | Најбоља позиција на листама | Најбоља позиција на листама | Најбоља позиција на листама | Најбоља позиција на листама | Најбоља позиција на листама | Сертификације | Албум                      |
| Назив                                                                        | Година | САД                         | АУС                         | КАН                         | ФРА                         | ЊЕМ                         | ИРС                         | ХОЛ                         | НЗ                          | ШВА                         | УК                          | Сертификације | Албум                      |
| ---------------------------------------------------------------------------- | ------ | --------------------------- | --------------------------- | --------------------------- | --------------------------- | --------------------------- | --------------------------- | --------------------------- | --------------------------- | --------------------------- | --------------------------- | ------------- | -------------------------- |
| "Nothing"                                                                    | 2010.  | —                           | —                           | —                           | —                           | —                           | —                           | —                           | —                           | —                           | —                           |               | Why Did I Get Married Too? |
| "No Sleeep" (соло или са Џ. Колом)                                           | 2015.  | 63                          | —                           | —                           | 106                         | —                           | —                           | —                           | —                           | —                           | —                           |               | Unbreakable                |
| "Unbreakable"                                                                | 2015.  | —                           | —                           | —                           | —                           | —                           | —                           | —                           | —                           | —                           | —                           |               | Unbreakable                |
| "Dammn Baby"                                                                 | 2016.  | —                           | —                           | —                           | —                           | —                           | —                           | —                           | —                           | —                           | —                           |               | Unbreakable                |
| "Made for Now" (са Деди Јенкијем)                                            | 2018.  | 88                          | —                           | —                           | —                           | —                           | —                           | —                           | —                           | —                           | —                           |               |                            |
| "—" означава да сингл није објављен у тој држави или се није нашао на листи. |        |                             |                             |                             |                             |                             |                             |                             |                             |                             |                             |               |                            |

### Као гостујући извођач
| Назив | Година | Најбоља позиција на листама | Најбоља позиција на листама | Најбоља позиција на листама | Најбоља позиција на листама | Најбоља позиција на листама | Најбоља позиција на листама | Најбоља позиција на листама | Најбоља позиција на листама | Најбоља позиција на листама | Најбоља позиција на листама | Серти фикација                                 | Албум                                     |
| Назив | Година | САД                         | АУС                         | КАН                         | ФРА                         | ЊЕМ                         | ИРС                         | ХОЛ                         | НЗ                          | ШВА                         | УК                          | Серти фикација                                 | Албум                                     |
| --- | ------ | --------------------------- | --------------------------- | --------------------------- | --------------------------- | --------------------------- | --------------------------- | --------------------------- | --------------------------- | --------------------------- | --------------------------- | ---------------------------------------------- | ----------------------------------------- |
| "Diamonds" (Херб Алперт са Џенет Џексон и Лисом Кејт)                                                         | 1987.  | 5                           | 47                          | 11                          | —                           | 15                          | —                           | 3                           | 31                          | 23                          | 27                          |                                                | Keep Your Eye on Me                       |
| "Making Love in the Rain" (Херб Алперт са Лисом Кејт и Џенет Џексон)                                          | 1987.  | 35                          | —                           | —                           | —                           | —                           | —                           | 94                          | —                           | —                           | —                           |                                                | Keep Your Eye on Me                       |
| "2300 Jackson Street" (Џексонови, за који су пјевали Мајкл Џексон, Џенет Џексон, Реби Џексон и Марлон Џексон) | 1989.  | —                           | —                           | —                           | —                           | —                           | —                           | 39                          | —                           | —                           | 76                          |                                                | 2300 Jackson Street                       |
| "The Best Things in Life Are Free" (са Лутером Вандросом, Бели Див Девоом и Ралфом Тресвантом)                | 1992.  | 10                          | 2                           | 8                           | —                           | 8                           | 6                           | 20                          | 6                           | 32                          | 2                           | - ARIA: Платинум - BPI: Сребрни                | Mo' Money                                 |
| "Scream" (са Мајклом Џексоном)                                                                                | 1995.  | 5                           | 2                           | 5                           | 4                           | 8                           | 6                           | 4                           | 1                           | 3                           | 3                           | - RIAA: Платинум - ARIA: Златни - RMNZ: Златни | HIStory: Past, Present and Future, Book I |
| "Luv Me, Luv Me" (Шеги и Џенет Џексон)                                                                        | 1998.  | 76                          | —                           | —                           | —                           | —                           | —                           | —                           | —                           | —                           | —                           |                                                | How Stella Got Her Groove Back            |
| "What's It Gonna Be?!" (Буста Римс и Џенет Џексон)                                                            | 1999.  | 3                           | 65                          | —                           | —                           | 42                          | —                           | 29                          | 7                           | 41                          | 6                           | - RIAA: Златни                                 | Extinction Level Event                    |
| "Girlfriend/Boyfriend" (са Блекстритом, Евеом и Ja Rule)                                                      | 1999.  | 47                          | 16                          | 23                          | 71                          | 98                          | —                           | 41                          | 12                          | —                           | 11                          |                                                | Finally                                   |
| "Feel It Boy" (Бени Мен и Џенет Џексон)                                                                       | 2002.  | 28                          | 18                          | 15                          | 47                          | 72                          | —                           | 33                          | 12                          | 40                          | 9                           | - ARIA: Златни                                 | Tropical Storm                            |
| "Don't Worry" (Чинги и Џенет Џексон)                                                                          | 2005.  | —                           | —                           | —                           | —                           | —                           | —                           | —                           | —                           | —                           | —                           |                                                | Powerballin'                              |
| "We Are the World 25 for Haiti" (међу извођачима За Хаити)                                                    | 2010.  | 2                           | 18                          | 7                           | —                           | —                           | —                           | —                           | 8                           | —                           | 50                          |                                                | Није сингл са албума                      |
| "—" Означава да сингл није објављен у тој држави или се није нашао на листи.                                  |        |                             |                             |                             |                             |                             |                             |                             |                             |                             |                             |                                                |                                           |

### Промотивни синглови и остле пјесме на листама
| Година | Назив                       | Најбоља позиција на листама | Најбоља позиција на листама | Албум                |
| Година | Назив                       | САД денс                    | САД R&B/хип хоп             | Албум                |
| ------ | --------------------------- | --------------------------- | --------------------------- | -------------------- |
| 1994.  | "Throb"                     | 2                           | —                           | janet.               |
| 1998.  | "You"                       | —                           | —                           | The Velvet Rope      |
| 1999.  | "Ask for More"              | —                           | —                           | Није сингл са албума |
| 2002.  | "Come On Get Up"            | —                           | —                           | All for You          |
| 2003.  | "Megamix 04"                | 3                           | —                           | Није сингл са албума |
| 2004.  | "R&B Junkie"                | —                           | —                           | Damita Jo            |
| 2006.  | "Enjoy"                     | —                           | —                           | 20 Y.O.              |
| 2007.  | "With U"                    | —                           | 65                          | 20 Y.O.              |
| 2008.  | "Luv"                       | —                           | 34                          | Discipline           |
| 2008.  | "Can't B Good"              | —                           | 76                          | Discipline           |
| 2015.  | "Burnitup!" (са Миси Елиот) | —                           | 17                          | Unbreakable          |

## Видео

### Позадина
Видео за пјесму What Have You Done For Me Lately лансирао је у статус мега звијезде док је видео за пјесму Nasty проглашен као „програмистичка деконструкција мушког погледа феминистичке теоретичарке филма“. У видеу за пјесму Control, приказан је сценски наступ који је касније постао њен заштитни знак. На видео споту за пјесму Let's Wait Awhile, као режисер дебитовао је Доминик Сена, кога је сарадња са Џенет одвела до режирања филма у којем су главне улоге играли Анђелина Џоли и Бред Пит. Пјесма Miss You Much постала је позната по својим индустријским подешавањима и иконском рутином, за коју Глен Гамбоа сматра да је „промијенила начин на који радио звучи и MTV изгледа“. Пјесма 'The Pleasure Principle приказала је плесно извођење слободним стилом, за коју је часопис Entertainment Tonight написао да је „покидала велепродају поп извођача од тада“. Неке аспекте видеа у својим видео спотовима имитирали су Робин, Бритни Спирс, Лејди Гага, , као и Џенифер Лопез, коју је видео инспирисао да започне каријеру забављача.
Пјесма  приказује војну кореографију у индустријском складишту. Часопис Rolling Stone назвао га је „златним стандардом за дистопијски денс поп музички видео, који садржи најзанимљивију кореографију у поп видео историји.“ Такође се сматра заслужним за „постављање образаца за стотине видеа који долазе“. Часопис Entertainment Weekly сматра га легендарним и револуционарним у смислу тога да је „упечатљив, ванвременски и одмах препознатљив“. Ајлин Затар је написао: „она развија плесање, у постапокалстичном видеу у складишту. Тако да Бритни (Till the World Ends), Ријана (Hard), Лејди Гага (Alejandro), и чак и Spice Girls (Spice Up Your Life) — све треба госпођи Џексон да захвалите.“ Дуга форма видеа, која описује неколико перформанси и коришћење дроге, освојила је Греми за најдужи музички видео. Тема карневала и поставка пјесме Escapade, касније се нашла у пјесми Лејди Гаге Judas. У пјесма Alright користи се класична холивудска музика, а Џексонова наступа као главни протагониста. Инспирисала је Криса Брауна за пјесму Yeah 3x, Не Јоа за пјесму One in a Million и Шајен Џексон за пјесму . То је такође био први поп видео на којем је гостовао репер, што је поставило тренд за будуће сарадње.
У пјесми Love Will Never Do (Without You) открила је своје тијело користећи класично освјетљење и лик. Такође је истражена естетика мушког тијела са аспекта хетеросексуалних жена и геј мушкараца. Поставке и тема инспирисале су Бритни Спирс за пјесму , Џенифер Лопез за пјесму , као и Никол Шерзингер за пјесму , а такође је упоређен и са пјесмом Џенифер Лопез I'm Into You. Изгласан је за MTV омиљени женски видео у историји. У пјесми That's the Way Love Goes користе се интимне и високе декорације, које су касније користили Нели Фуртадо, -{'N Sync-} и Принс у пјесми . У њему је такође представљена тада непозната Џенифер Лопез. Видео за пјесму  постао је иконски за модерна клупска извођења и комплексну плесну рутину, који је часопис Slant сврстао међу највећима у историји. Видео описује међурасну пожуду и воајеризам, а инспирисао је Бритни Спирс за пјесму . Такође је приказао технологију као што су тач скрин и веб камера, који нису били измишљени у то доба. Пјесма You Want This користила је пустињски локалитет, гдје је Џенет приказана као вођа банде.
Пјесма  приказује потпуни контраст од Џенетине сценске слике; приказује славље прије Апартхејда у знак слободе робова. Освојила је Греми за најбољи кратки музички видео. Пјесма Together Again садржи атмосферу саване, племенску одјећу и духовне теме, што је касније инспирисало Ријану за пјесму . Спот за пјесму Go Deep описује тинејџера, њеног фана, који сања да је дошао у њену кућу на забаву. Пјесма Every Time наишла је на неодобравање због сцена голотиње, а касније је упоређена са пјесмом Бритни Спирс Everytime и пјесмом Ријане Stay. Пјесма Doesn't Really Matter била је прва пјесма у којој је режисер Јозеф Кан увео футуристичку јапанску слику; такође је био међу десет најскупљих видеа у историји. Елементи његове високе технологије јапанских градова, архитектура и кореографија имали су утицај на неколико извођача, укључујући Бритни Спирс, Марају Кери и Џесику Симпсон.
Њена одјећа у пјесми All for You сматра се да је инспирисала модне трендове, док је часопис Variety у свом осврту на пјесму Someone to Call My Lover написао да је утицајна. Спот за пјесму Son of a Gun, открива мрачну, осветничку причу, користећи [[Хаићански вуду|вуду] и телекинезу, што је инспирисало Џастина Тимберлејка за пјесму . Снимила је себе на DVD под називом Just a Little While; Нацрт је уплоадовала на Skype, у Келелиној пјесми . Спот за пјесму All Nite (Don't Stop) сниман је у напуштеном складишту, током нестанка струје, користећи акумулатор да би повратили електричну енергију. Спот за пјесму  постао је први музички видео у којем је коришћена технологија икс зрака генесис камере. Галактичка тема и визуелни ефекти на видеу за пјесму Feedback, коришћени су касније од стране разних извођача, као што су Нејми Амуро, Давид Гета, Миша Б и Робин Тик.

### Видео албуми
| Година | Назив                               | Детаљи                                        | Информације                     | Сертификације       |
| ------ | ----------------------------------- | --------------------------------------------- | ------------------------------- | ------------------- |
| 1986.  | Control – The Videos                | - Издавачка кућа: - Формати: , ласердиск      | Видео компилација из 1986.      | - RIAA: Платинум    |
| 1987.  | Control – The Videos Part II        | - Издавачка кућа: - Формати: , ласердиск      | Видео компилација из 1986–1987. | - RIAA: Златни      |
| 1989.  | Janet Jackson's Rhythm Nation 1814  | - Издавачка кућа: - Формати: , ласердиск      | Кратки филм из 1989.            | - RIAA: 2× Платинум |
| 1989.  | The Rhythm Nation Compilation       | - Издавачка кућа: - Формати: , ласердиск, DVD | Видео компилација из 1989–1990. | - RIAA: Платинум    |
| 1994.  | Janet                               | - Издавачка кућа: - Формати: , ласердиск      | Видео компилација из 1993–1994. | - RIAA: Златни      |
| 1995.  | Design of a Decade: 1986–1996       | - Издавачка кућа: - Формати: , ласердиск, DVD | Видео компилација из 1986–1996. | - RIAA: Златни      |
| 2001.  | All for You (DVD edition)           | - Издавачка кућа: - Формати: DVD              | Видео компилација из 1993–2001. |                     |
| 2004.  | From Janet to Damita Jo: The Videos | - Издавачка кућа: - Формати: DVD              | Видео компилација из 1993–2004. |                     |

### Музички видео спотови
| Година | Назив                                                                                | Албум                                     | Режисер(и)                     | Реф.    |
| ------ | ------------------------------------------------------------------------------------ | ----------------------------------------- | ------------------------------ | ------- |
| 1984.  | "Dream Street"                                                                       | Dream Street                              | Debbie Allen                   | [ 249 ] |
| 1986.  | "What Have You Done for Me Lately"                                                   | Control                                   | Brian Jones and Piers Ashworth | [ 250 ] |
| 1986.  | "Nasty"                                                                              | Control                                   | Мери Ламберт                   | [ 250 ] |
| 1986.  | "When I Think of You"                                                                | Control                                   | Жилијен Темпл                  | [ 250 ] |
| 1986.  | "Control"                                                                            | Control                                   | Mary Lambert                   | [ 250 ] |
| 1987.  | "Let's Wait Awhile"                                                                  | Control                                   | Доминик Сена                   | [ 250 ] |
| 1987.  | "The Pleasure Principle"                                                             | Control                                   | Доминик Сена                   | [ 250 ] |
| 1989.  | "Miss You Much"                                                                      | Rhythm Nation 1814                        | Доминик Сена                   | [ 250 ] |
| 1989.  | "Rhythm Nation"                                                                      | Rhythm Nation 1814                        | Доминик Сена                   | [ 250 ] |
| 1990.  | "Come Back to Me"                                                                    | Rhythm Nation 1814                        | Доминик Сена                   | [ 250 ] |
| 1990.  | "Escapade"                                                                           | Rhythm Nation 1814                        | Петер Смил                     | [ 250 ] |
| 1990.  | "Alright"                                                                            | Rhythm Nation 1814                        | Жилијен Темпл                  | [ 250 ] |
| 1990.  | "Black Cat"                                                                          | Rhythm Nation 1814                        | Вејн Ишам                      | [ 250 ] |
| 1990.  | "Love Will Never Do (Without You)"                                                   | Rhythm Nation 1814                        | Херб Ритс                      | [ 250 ] |
| 1993.  | "That's the Way Love Goes"                                                           | janet.                                    | René Elizondo Jr.              | [ 251 ] |
| 1993.  | "If"                                                                                 | janet.                                    | Доминик Сена                   | [ 251 ] |
| 1993.  | "Again"                                                                              | janet.                                    | René Elizondo Jr.              | [ 251 ] |
| 1994.  | "Because of Love"                                                                    | janet.                                    | Бет Мекарти Милер              | [ 251 ] |
| 1994.  | "Any Time, Any Place"                                                                | janet.                                    | Кјер Мекфарлон                 | [ 251 ] |
| 1994.  | "You Want This"                                                                      | janet.                                    | Кјер Мекфарлон                 | [ 251 ] |
| 1995.  | "Whoops Now"                                                                         | janet.                                    | Јури Елизондо                  | [ 250 ] |
| 1995.  | "What'll I Do"                                                                       | janet.                                    | Јури Елизондо                  | [ 250 ] |
| 1995.  | "Scream" (са Мајклом Џексонине)                                                      | HIStory: Past, Present and Future, Book I | Марк Романек                   | [ 237 ] |
| 1995.  | "Runaway"                                                                            | Design of a Decade: 1986–1996             | Маркус Ниспел                  | [ 250 ] |
| 1996.  | "Twenty Foreplay"                                                                    | Design of a Decade: 1986–1996             | Кјер Мекфарлон                 | [ 252 ] |
| 1997.  | "Got 'til It's Gone" (са Q-Tip и Џонијем Мичелом)                                    | The Velvet Rope                           | Марк Романек                   | [ 251 ] |
| 1997.  | "Together Again"                                                                     | The Velvet Rope                           | Себ Јанјак                     | [ 251 ] |
| 1997.  | "Together Again (Deeper Remix)"                                                      | The Velvet Rope                           | Рене Елизондо                  | [ 251 ] |
| 1998.  | "I Get Lonely"                                                                       | The Velvet Rope                           | Дејвид Малет                   | [ 251 ] |
| 1998.  | "Go Deep"                                                                            | The Velvet Rope                           | Џонатан Дајтон и Валери Харис  | [ 251 ] |
| 1998.  | "You"                                                                                | The Velvet Rope                           | Дејвид Малет                   | [ 251 ] |
| 1998.  | "Every Time"                                                                         | The Velvet Rope                           | Метју Ролстон и Хауард Шац     | [ 251 ] |
| 1999.  | "Girlfriend/Boyfriend" (са Блекстритом)                                              | Finally                                   | Јозеф Кан                      | [ 253 ] |
| 1999.  | "What's It Gonna Be?!" (са Буде Busta Rhymes)                                        | E.L.E.: The Final World Front             | Хип Вилијамс                   | [ 254 ] |
| 2000.  | "Doesn't Really Matter"                                                              | Nutty Professor II: The Klumps            | Јозеф Кан                      | [ 240 ] |
| 2001.  | "All for You"                                                                        | All for You                               | Дејв Мејерс                    | [ 251 ] |
| 2001.  | "Someone to Call My Lover"                                                           | All for You                               | Френсис Лоуренс                | [ 251 ] |
| 2001.  | "Son of a Gun (I Betcha Think This Song Is About You)" (са Карли Симон и Миси Елиот) | All for You                               | Френсис Лоуренс                | [ 251 ] |
| 2002.  | "Feel It Boy" (са Бејби Меном)                                                       | Tropical Storm                            | Дејв Мејерс                    | [ 255 ] |
| 2004   | "Janet Megamix 04"                                                                   | Damita Jo                                 | Various                        | [ 256 ] |
| 2004.  | "Just a Little While"                                                                | Damita Jo                                 | Дејв Мејерс                    | [ 251 ] |
| 2004.  | "I Want You"                                                                         | Damita Jo                                 | Дејв Мејерс                    | [ 251 ] |
| 2004.  | "All Nite (Don't Stop)"                                                              | Damita Jo                                 | Френсис Лоуренс                | [ 251 ] |
| 2006.  | "Call on Me" (са Нели)                                                               | 20 Y.O.                                   | Хип Вилијамс                   | [ 257 ] |
| 2006.  | "So Excited" (са Кијом)                                                              | 20 Y.O.                                   | Јозеф Кан                      | [ 240 ] |
| 2008.  | "Feedback"                                                                           | Discipline                                | Сем Фарахманд                  | [ 258 ] |
| 2008.  | "Rock with U"                                                                        | Discipline                                | Сем Фарахманд                  | [ 259 ] |
| 2009.  | "Make Me"                                                                            | Number Ones                               | Роберт Халес                   | [ 260 ] |
| 2010.  | "Nothing"                                                                            | Why Did I Get Married Too?                | Тим Пален                      | [ 261 ] |
| 2015.  | "No Sleeep" (са Џ. Колом)                                                            | Unbreakable                               | Дејв Мејерс                    | [ 262 ] |
| 2016.  | "Dammn Baby"                                                                         | Unbreakable                               | Дејв Мејерс                    |         |
| 2018.  | "Made for Now"                                                                       |                                           | Дејв Мејерс                    |         |

### Уживо са концерта
| Назив                                  | Детаљи                                        | Информације                                                        | Сертификације                                    |
| -------------------------------------- | --------------------------------------------- | ------------------------------------------------------------------ | ------------------------------------------------ |
| The Velvet Rope Tour – Live in Concert | - Издавачка кућа: - Формати: , ласердиск, DVD | Уживо у Медисон сквер гардену у Њујорку, 11. октобра 1998. године. | - RIAA: Платинум - ARIA: Платинум                |
| Janet: Live in Hawaii                  | - Издавачка кућа: - Формат: DVD               | Уживо на Алоха стадиону на Хавајима, 16. фебруара 2002. године.    | - RIAA: Платинум - ARIA: Платинум - MC: Платинум |